# 大井戸水神社
大井戸水神社（おおいどみずじんじゃ）は、香川県高松市瓦町二丁目にある神社。登記上の宗教法人名称は大井戸水神社教会（おおいどみずじんじゃきょうかい）であり、法相宗の寺院である。

## 歴史
寛永年間に高松藩藩主・生駒高俊が大井戸の神として創建。

## 大井戸
- 1975年（昭和50年）10月23日、高松市指定史跡

当社の根源となっている「大井戸」とは江戸時代に高松城下町の水源となっていた井戸であり、現在も当社の敷地内に現存する。高松城下で規模の大きな配水用井戸は他に亀井戸、今井戸（藤森神社）などがあったが、それらは全て明治以降に埋め立てられており、この大井戸は江戸時代初期の水道遺構として唯一現存するものとして貴重である。

## 交通アクセス
- ことでん瓦町駅：徒歩3分